# Xã Sprigg, Quận Adams, Ohio
Xã Sprigg (tiếng Anh: Sprigg Township) là một xã thuộc quận Adams, tiểu bang Ohio, Hoa Kỳ. Năm 2010, dân số của xã này là 1.867 người.